# Dominancia orbital
La dominancia orbital es uno de los cuatro criterios bajo los cuales un cuerpo celeste es considerado un planeta del sistema solar. Estos criterios fueron adoptados por la Unión Astronómica Internacional (UAI) en 2006, cuando se acordó crear una definición de planeta oficial.
En las etapas finales de la formación de un planeta, este crea una dominancia orbital, significando que es el cuerpo dominante y que no hay otros cuerpos de tamaño comparable con excepción de su(s) satélite(s) natural(es) u otros objetos bajo su influencia gravitacional. Un cuerpo celeste que cumpla con los otros tres criterios para ser un planeta pero que no tenga dominancia orbital es clasificado como un planeta enano. En esta categoría se encuentran Ceres y Plutón, que comparten su órbita con otros objetos del cinturón de asteroides y el cinturón de Kuiper respectivamente.
La distinción clara entre planetas, planetas enanos y otros planetas menores se volvió necesaria debido a que la UAI había adoptado diferentes reglas para la nomenclatura de recién descubiertos “planetas” sin establecer las bases para diferenciarlos.